# Narciso Ramos
Narciso Rueca Ramos (11 november 1900 - 3 februari 1986) was een Filipijns politicus en ambassadeur. Van 1965 tot 1968 was hij minister van buitenlandse zaken in de regering van Ferdinand Marcos. In die hoedanigheid was hij op 8 augustus 1967 een van de ondertekenaars van het oprichtingsverdrag van de ASEAN.
Zijn zoon Fidel Ramos is voormalig president van de Filipijnen. Zijn dochter Leticia Ramos-Shahani was Filipijns senator en Gloria Ramos-da Rodda was een consul in de Verenigde Staten.